# Borów

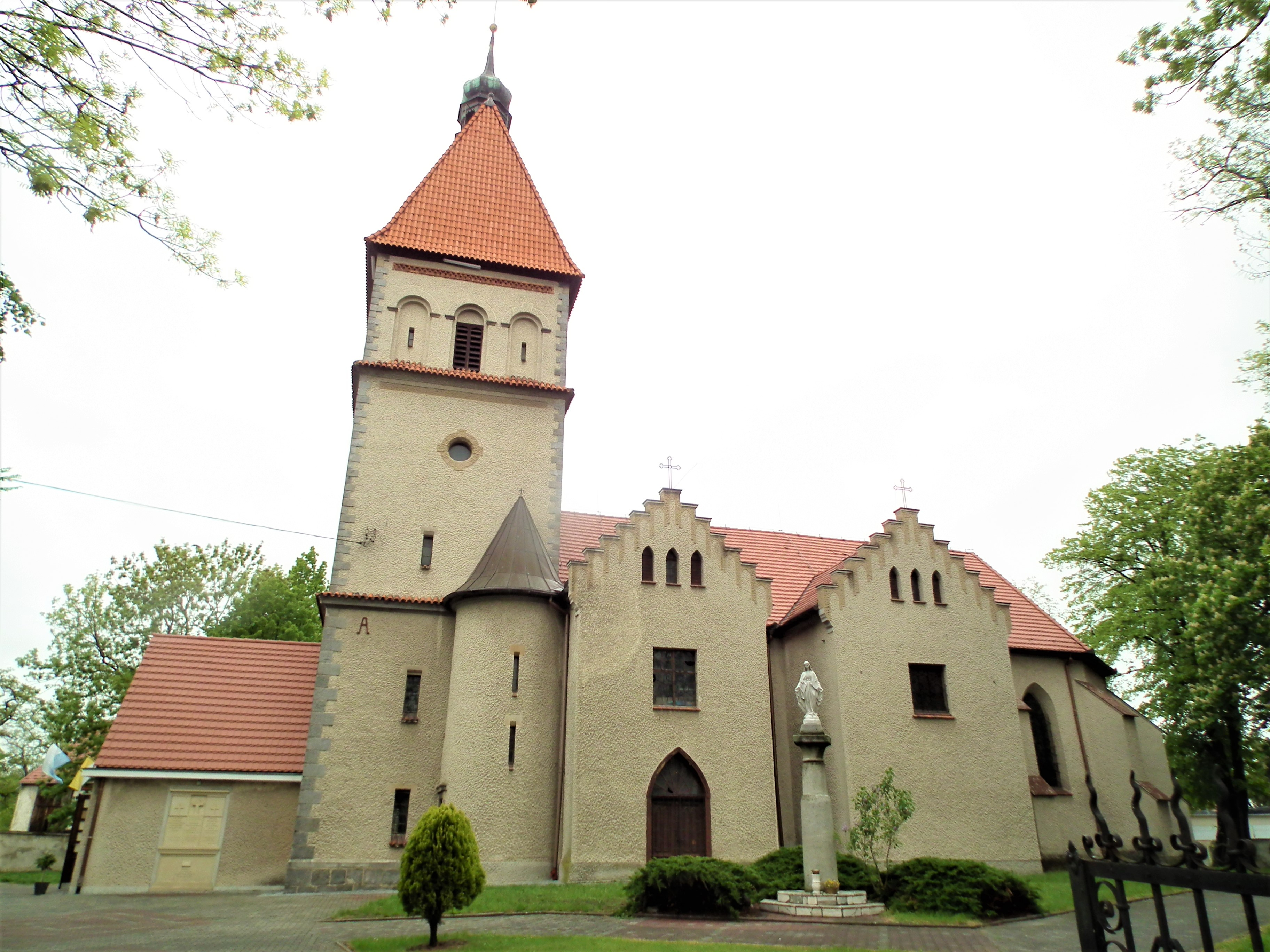
Kirche der hl. Jungfrau Maria und des hl. Wolfgang

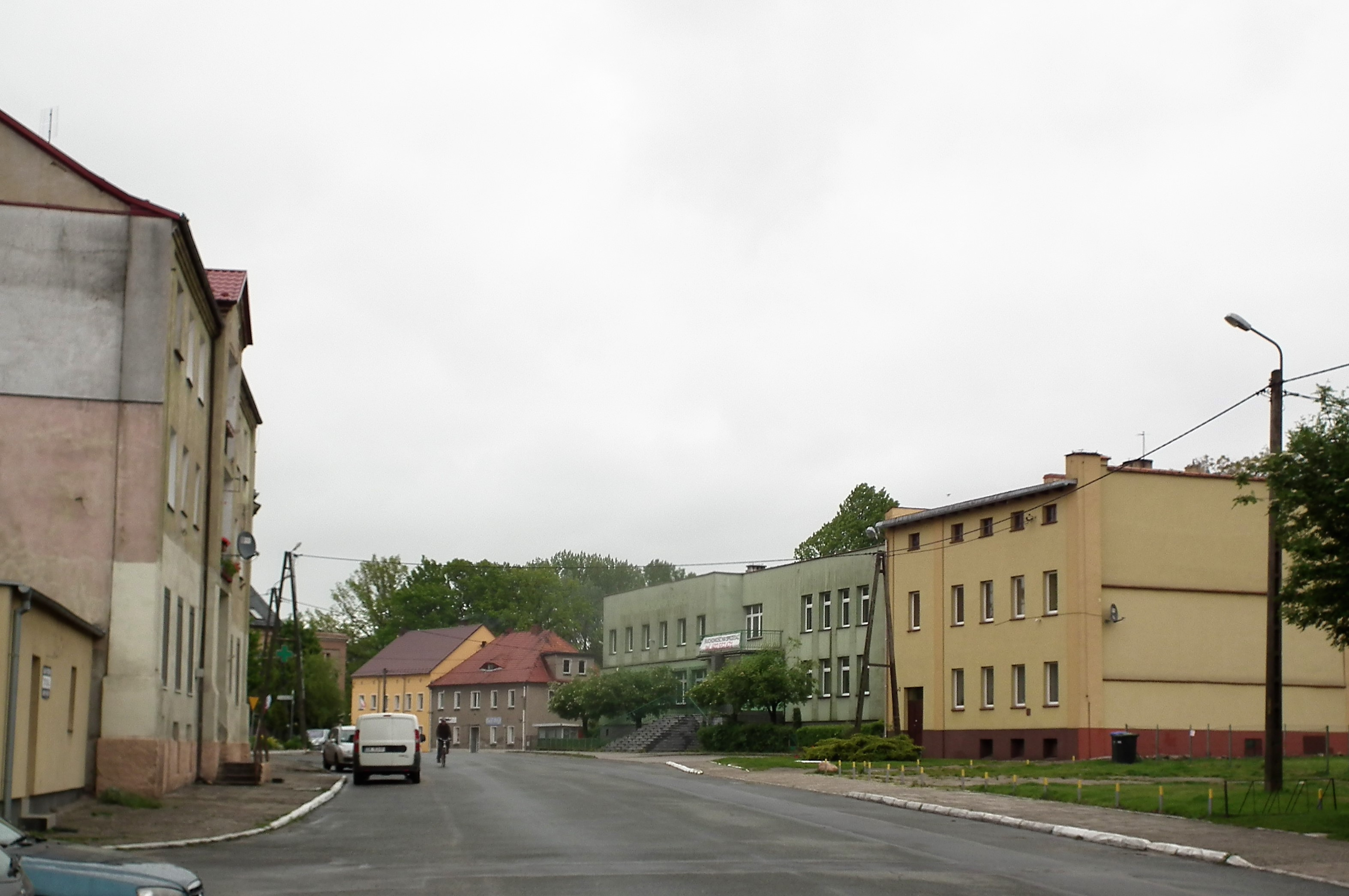
Straßenzug

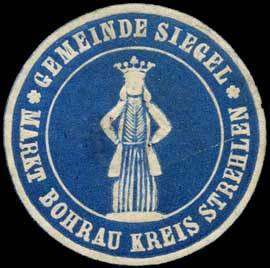
Siegelmarke

Borów (deutsch Markt Bohrau, veraltet auch Borau) ist ein Ort in der Landgemeinde Borów im Powiat Strzeliński der Woiwodschaft Niederschlesien in Polen.

## Lage
Borów liegt an der Einmündung der Mała Ślęza in die Ślęza, ca. 13 Kilometer nordwestlich von Strzelin (Strehlen) und 28 Kilometer südlich von Breslau.

## Geschichte
Borów wurde 1202 als „Boriow“ erstmals urkundlich erwähnt. Möglicherweise leitet sich der Ortsnamen vom polnischen Wort bor für Fichtenwald ab. Um das Schloss, das während der Herrschaft des Herzogs Heinrich I. von Schlesien errichtet wurde, entwickelte sich allmählich ein Marktflecken. 1310 erteilten die Herzöge Boleslaus III. und Herzog Heinrich IV. dem Kloster Leubus das Recht, Handwerker bei dem Schloss Bohrau anzusetzen. 1326 gab Herzog Heinrich IV. Bohrau einem von Reideburg zum Lehen. 1353 wurde das Burglehen vom böhmischen Landesherrn König Karl IV. wieder eingezogen, worauf es die Kommende Corpus Christi erhielt. 1439 gehörte Bohrau den von Parchwitz. Nächste Besitzer waren bis 1511 die von Redern. 1686 war Graf Conrad von Hochberg und Fürstenstein Grundherr von Bohrau, dem die Grafen von Gfug und die Grafen Posadowsky folgten. Schließlich erhielt die Herrschaft in den 1760er Jahren die Freiherren von Sandreczky und Sandraschütz auf Langenbielau.
Nach dem Ersten Schlesischen Krieg fiel Bohrau mit dem größten Teil Schlesiens 1741/42 an Preußen. Die alten Verwaltungsstrukturen wurden aufgelöst und Bohrau zunächst in den Kreis Breslau eingegliedert. Als solches gehörte es zum Fürstentum Breslau und Kammer-Department Breslau. 1783 zählte der Marktflecken eine katholische und eine evangelische Kirche, fünf Pfarr- und Schulhäuser, ein Schloss, drei andere herrschaftliche Gebäude, ein Kretscham, 25 Freigärtner, sechs Dreschgärtner, eine Wassermühle, 14 andere Häuser, insgesamt 56 Feuerstellen und 338 Einwohner, darunter ein Bader, ein Bäcker, ein Böttcher, ein Branntweinbrenner, ein Brauer, ein Fleischer, ein Handschuhmacher, neun Kürschner, drei Leinweber, ein Maurer, zwei Radmacher, zwei Riemer, drei Sattler, ein Schmied, vier Schneider, drei Seiler, zwei Tischler, drei Schuster, vier Krämer und ein Scharfrichter.

Karte von Bohrau (um 1820)

Im Zuge der Kreisreform von 1818 wechselte Bohrau vom Landkreis Breslau in den Landkreis Strehlen. 1828 zählte Bohrau 105 Gebäude, 469 Einwohner (334 evangelisch, 135 katholisch), ein Schloss mit Ziergarten, ein herrschaftliches Vorwerk, eine katholische und eine evangelische Pfarrkirche (beide unter dem Patronat der Grundherrschaft), je ein Pfarrhaus, eine katholische und eine evangelische Schule mit je einem eigenen Schulhaus. 1845 waren es 74 Häuser, 576 Einwohner (127 katholisch), eine katholische Pfarrkirche mit Pfarrer und einem Kaplan, ein Pfarrwidum, eine evangelische Schule, ein gräfliches Schloss, ein Vorwerk, eine herrschaftliche Brauerei, eine Brennerei, eine herrschaftliche Wassermühle mit zwei Einwohnern, eine Windmühle, eine Rossmühle und zehn Händler. 1939 lebten im Ort 909 Einwohner. 
Als Folge des Zweiten Weltkriegs fiel Bohrau 1945 mit dem größten Teil Schlesiens an Polen. Nachfolgend wurde es in Borów umbenannt. Die deutschen Einwohner wurden – soweit sie nicht schon vorher geflohen waren – vertrieben. Die neu angesiedelten Bewohner waren teilweise Zwangsumgesiedelte aus Ostpolen, das an die Sowjetunion gefallen war.

## Religion
Bereits 1202 wurde urkundlich ein „dominus bartholomeus diaconus de boriow“ erwähnt. In der Reformationszeit wurde die Kirche von Bohrau evangelisch und nach dem Dreißigjährigen Krieg rekatholisiert. Die evangelischen Einwohner hielten sich in den nächsten 150 Jahren nach Großburg. 1784 kam es zwischen den Orten Bohrau, Petrigau, Schönfeld, Ottwitz, Klein und Groß Bresa, Bogschütz, Liebethal und Märzdorf zur Gründung eines evangelischen Parochialverbandes. Bis zum Bau einer Kirche wurde der Gottesdienst provisorisch in einem vom Grundherren zur Verfügung gestellten Gebäude des Dominiums abgehalten. Die evangelische Kirche wurde 1789 vollendet und geweiht.
Zur katholischen Pfarrei gehörten: Bohrau, Bockschütz, Groß Bresa, Leopoldowitz, Märzdorf, Manze, Klein Bresa, Ottwitz, Petrigau und Schönfeld, gastweise: Glosenau und Wäldchen, ferner Kurtsch mit einer Teilkirche und Wittum, wo jeden vierten Sonntag ein Gottesdienst stattfand, sowie Deutsch Lauden seit 1800 mit einer verbundenen Parochiekirche und Wittum. Zur evangelischen Parochie waren gepfarrt: Bohrau, Klein Bresa, Ottwitz, Petrigau, Schönfeld, Bogschütz, Groß Bresa, Leopoldowitz und Märzdorf, gastweise: Kurtsch, Prisselwitz, Schönbankwitz (teilweise), Wangern sowie Groß und Klein Tinz. Der Kirchhof wurde von beiden Konfessionen gemeinschaftlich genutzt.

## Sehenswürdigkeiten
- Katholische Kirche der hl. Jungfrau Maria und des hl. Wolfgang, heutiger Bau aus dem Anfang des 15. Jahrhunderts, um 1666 wieder aufgebaut, im 18. Jahrhundert neu gewölbt, 1909 um einen Turm erweitert, 1959 restauriert.
- Schloss Bohrau, Mitte des 18. Jahrhunderts errichtet, 1863 bis 1864 im neoklassizistischen Stil umgebaut und erweitert, mit einem Landschaftspark aus dem 19. Jahrhundert.
- Burg Bohrau, Relikte einer Festung mit Wassergraben aus dem 13. bis 14. Jahrhundert, im 17. Jahrhundert zerstört[8]
- Im Ortsteil Boreczek befindet sich das Schloss Boreczek, 1860 für Baron Gustav von Tröltsch erbaut.

## Gemeinde
Die Landgemeinde Borów hat eine Fläche von 98,66 km² und 5200 Einwohner und dazu gehören 25 Ortsteile (deutsche Namen amtlich bis 1945) mit einem Schulzenamt:
| - Bartoszowa (Schönfeld) - Boreczek (Wäldchen) - Borek Strzeliński (Großburg) - Borów (Markt Bohrau) - Brzezica (Klein Bresa) - Brzoza (Groß Bresa, 1937–1945 Erlebusch) - Głownin (Glofenau) - Jaksin (Jexau) - Jelenin (Jelline, 1937–1945 Hirschwaldau) - Kazimierzów - Kępino (Kampen) - Kojęcin (Baumgarten) - Kręczków (Krentsch, 1937–1945 Lindenbrunn) | - Kurczów (Kurtsch) - Ludów Śląski (Deutsch Lauden) - Mańczyce (Manze) - Michałowice (Michaelwitz) - Opatowice (Ottwitz) - Piotrków Borowski (Petrigau) - Rochowice (Roßwitz) - Siemianów (Tiefensee) - Stogi (Reisau) - Suchowice (Dürr Hartau) - Świnobród (Schweinbraten) - Zielenice (Grünhartau) |

Weitere Ortschaften der Gemeinde sind Boguszyce (Bogschütz, 1937–1945 Lohbusch) und Uniszów (Karolinenhof).

## Persönlichkeiten
- Günter Guttmann (1940–2008), deutscher Fußballspieler und Fußballtrainer